# Confederación de Capela
La Confederación de Capela es uno de los cinco Estados Sucesores de la Esfera Interior, región del espacio conocido en el universo de ficción de BattleTech. La Confederación de Capela es la más pequeña y joven de los Estados Sucesores. Un estado policial socialista con fuertes influencias chinas y rusas, la Confederación está gobernada por un canciller autoritario, que casi siempre ha sido miembro de la Casa Liao. Durante los años de las Guerras de Sucesión, la Confederación de Capela fue la perpetua desamparada, perdiendo territorio ante sus agresivos vecinos y al borde del colapso total antes de recuperar gran parte de su fuerza a mediados del siglo XXXI. Desde principios hasta mediados del siglo XXXII, la Confederación de Capela se convirtió en uno de los estados más poderosos de la Esfera Interior. Poseer una maquinaria de guerra bien entrenada y motivada que era de las mejor armadas de los estados que no pertenecían a los Clanes y que tenía la mayor capacidad ofensiva. Muchos capelenses se enorgullecen de su ciudadanía, sobre todo porque debe ganársela, y ven el servicio al Estado como un sacrificio digno por el bien de la humanidad. Fundada originalmente en la planta de Capella, su actual capital el planeta de Sian.

## Historia
Después del final de la Guerra entre la Hegemonía Terráquea y la Supremacía Terráquea, la Comunidad de Capela se formó en 2310 como una federación flexible de todas las potencias principales que ocupaban la Zona del planeta Capela.
En medio de una operación de "mantenimiento de la paz" de la Casa Davion, los jefes de las principales potencias de Capela se reunieron en St. Andre en julio de 2367. Allí, el duque Franco Liao del ducado de Liao hizo una propuesta radical: disolver el Comunalidad y unificar todo Zona capelense bajo una autoridad centralizada lo suficientemente fuerte como para resistir la intervención extranjera. Después de mucho debate, la moción fue adoptada y nació la Confederación Capelense.
La Confederación de Capela disfrutó de una gran prosperidad con la paz provocada por la Liga Estelar, pero no duraría. Al estallar la Guerra Civil de la Liga Estelar tras el golpe de Estado de Stefan Amaris, la canciller Bárbara Liao adoptó una posición de neutralidad armada, y no permitió que ni las fuerzas de Aleksandr Kerensky ni las de Stefan Amaris ingresaran al territorio de Capelense. Con la disolución del Consejo y el exilio autoimpuesto de Kerensky y las Fuerzas de Defensa de la Liga Estelar, las Guerras de Sucesión se hicieron inevitables.
La Primera Guerra de Sucesión comenzó en diciembre de 2786, y la Confederación logró grandes avances al ocupar los mundos de la antigua Hegemonía Terráquea, la mayoría de los cuales cayeron pacíficamente, y se lanzaron ataques contra la Liga de Mundos Libres y la Federación de Soles. La Primera Guerra de Sucesión finalmente llegó a su fin en 2821 con un alto el fuego entre los reinos de Liao y Davion.
El comienzo de la Segunda Guerra de Sucesión en 2828 fue desfavorable, ya que Ilsa Liao se convirtió en la primera canciller muerta en combate, al mando personalmente de la retaguardia después de la fallida invasión de Orbisonia. Se logró un alto el fuego en 2862 cuando Dainmar Liao acordó concesiones humillantes a la Federación de Soles, pero la paz sólo duró unos pocos años más antes de que comenzara la Tercera Guerra de Sucesión.
Hacia el final de la Tercera Guerra de Sucesión, la Confederación se volvió hacia el subterfugio allí donde la fuerza ya no funcionaba: el canciller Maximilian Liao ayudó a desencadenar la revuelta de Anton Marik en la Liga de Mundos Libres, y comenzó a conspirar con Michael Hasek-Davion para lograr lo mismo dentro de la Federación de Soles. Sin embargo, la Cuarta Guerra de Sucesión ayudó a cortar de ráiz esa conspiración cuando la Confederación se convirtió en el objetivo de la recién bautizada Mancomunidad Federada. La Confederación Capelense fue casi destruida en la Cuarta Guerra de Sucesión, y muchos de los mundos que no perdió ante la alianza de la Mancomunidad Federada se separaron para formar sus propios estados divididos, la República Libre de Tikonov y el Pacto de St. Ives.
Aunque severamente debilitada, la Confederación sobrevivió a la Crisis de Andurien, que ayudó a mejorar la moral dentro de su ejército, y no fue tocada por la Invasión del Clan, lo que le dio al reino más tiempo para reconstruirse. Cuando llegó el momento de abordar el problema de los Clanes, Sun-Tzu fue elegido para convertirse en el Primer Señor de la Segunda Liga Estelar, una posición en gran parte ceremonial pero que trajo prestigio al estado.

Bajo el liderazgo de Sun-Tzu y luego de su hijo Daoshen Liao, la Confederación de Capela se fortaleció constantemente. Expandió sus territorios y reclamó mundos capelenses perdidos. La Confederación de Capela salió de la Jihad de la Palabra de Blake en mejores condiciones que sus rivales, y su complejo militar-industrial sufrió proporcionalmente muchas menos pérdidas. Las fuerzas armadas de Capela se reconstruyeron y se convirtieron en la mejor fuerza militar armada de la Esfera Interior, una que está bien entrenada y motivada. Una fuerza que a mediados del siglo XXXII es ofensivamente, la más poderosa de la Esfera Interior. La Confederación de Capela es en el siglo XXXII una de las potencias principales de la Esfera Interior, y quizás una amenaza para la Esfera Interior misma.

## Política
La Confederación de Capela comenzó como un conjunto de estados unidos por la defensa y el bienestar comunes, pero durante cientos de años, a través de las influencias de ciertas escuelas de filosofía y el liderazgo de la Casa Liao, ha evolucionado hasta convertirse en un estado autocrático con un economía controlada. Si bien parece ser nada más que una dictadura absoluta para los forasteros, el gobierno de la Confederación se acerca más al de una troika, compuesta por tres cuerpos legislativos: el Canciller, el Prefectorado y la Casa de los Vástagos. Cada uno compite con el otro por el poder, e incluso los cancilleres más fuertes han tenido que cooperar con los otros dos para seguir sus políticas.

### El Canciller
El Canciller es el rostro de la Confederación Capelense, investida de una inmensa autoridad ejecutiva y legislativa. La "Sabiduría Celestial" es responsable de toda la política interior y exterior de la Confederación, y con el poder de emitir decretos puede realizar cambios legislativos a voluntad. El Canciller sirve como comandante en jefe de las Fuerzas Armadas de la Confederación de Capelense y tiene control personal sobre las Casas de los Guerreros, una especie de órdenes militares, y de los Comandos de la Muerte. Aunque originalmente cumplía un mandato de diez años, el puesto se convirtió en un nombramiento vitalicio por decreto en 2480, y aunque no lo exige la ley, la Cancillería está esencialmente reservada para los miembros de la Casa Liao.

### La Prefectura
A veces conocida como la prefectorado, la prefectura es el organismo de gobierno más antiguo y más alto del estado de Capela. Iniciado por Franco Liao como un consejo asesor, sus miembros son elegidos de la Cámara de los Vástagos por períodos de diez años. Originalmente contaba con seis individuos, cada uno de los cuales representaba uno de los seis comunalidades, Kurnath Liao lo amplió a doce para incluir a otros hombres y mujeres poderosos. Kurnath Liao también otorgó al Prefectorado ciertos poderes legislativos, aunque su función más importante solo se produjo después de la muerte de Duncan Liao, cuando el Prefectorado obtuvo el derecho de designar a uno de sus miembros como Canciller.
Este derecho se vio disminuido cuando la Cancillería se convirtió en un nombramiento vitalicio, y se redujo severamente cuando la Liga Estelar acordó otorgar solo a los miembros de la Casa Liao un puesto en el Alto Consejo, limitando efectivamente las opciones de la Prefectura. Hubo restricciones adicionales en 2598 cuando el Canciller Quinn emitió el Decreto de Sucesión declarando que, en caso de que no se eligiera un nuevo Canciller después de tres votaciones formales, la Cancillería se cedería automáticamente al miembro de mayor rango de la Cámara Liao. Solo si un miembro de la Casa Liao no estaba disponible o no era mayor de edad, el Prefectorado podía elegir a otro en su lugar.
A pesar de su propósito disminuido, el Prefectorado todavía mantiene poderes significativos. Es responsable de aprobar la legislación fiscal nacional, las asignaciones para las fuerzas armadas y los nombramientos de oficiales para aquellas unidades militares fuera del control directo del Canciller. El Prefectorado arbitra disputas entre puntos en común y, a discreción del Canciller, puede emitir decretos y dictaminar sobre decisiones judiciales. También tiene el poder de aprobar "actos de ennoblecimiento", otorgando ciertos privilegios y responsabilidades a individuos dentro de la Confederación, un poder que ha utilizado como una forma de contrarrestar los decretos aprobados por el canciller. Finalmente, toda la legislación aprobada por el Prefectorado es inviolable (excepto por la Casa de los Vástagos) y el cuerpo no puede ser removido o disuelto por el canciller.

### Casa de los vástagos
La Casa de los Vástagos es un órgano de gobierno compuesto por la nobleza de Capela, originalmente formada como un control del poder del Canciller y el Prefectorado. La membresía tiene una duración de doce años están para asegurar una rotación constante. El poder de la Casa de los Vástagos ha disminuido y aumentado a lo largo de los siglos, desde un sello de goma para simplemente aprobar las normas provinientes del canciller hasta una fuerza política seria. Al principio, la Cámara tenía el poder de vetar la legislación aprobada tanto por el Canciller como por el Prefectorado, pero Mica Liao eliminó el derecho a revisar los decretos del Canciller. Durante la era de la Liga Estelar, la Cámara obtuvo el derecho de nombrar nuevos miembros a la Prefectorado, y después de las negociaciones con Ilsa Liao, obtuvo el derecho de determinar los impuestos para los bienes comunes individuales, separados de los impuestos nacionales determinados por la Prefectura. Al igual que la Prefectura, cualquier legislación aprobada por la Casa de los Vástagos también es inviolable.

### Los ministerios
La Ministerial es la burocracia encargada de promulgar la legislatura aprobada por la troika, creada por el canciller Baxter como mea culpa por la incompetencia de su administración. Cada Ministerio está encabezado por un director que reporta trimestralmente al Prefectorado, con un primer y segundo subdirector a su cargo y varios coordinadores de departamento, asistentes y personal administrativo. Originalmente, la Ministerial se dividió entre las comunalidades en un intento de evitar una concentración inaceptable del poder burocrático. Sin embargo, en 3059 el canciller Sun-Tzu Liao puso fin a este sistema y trasladó todas las oficinas centrales del ministerio a la Ciudad Prohibida en Sian.
Ministerio de Recursos (Comunalidad de Sarna)
Responsable de coordinar toda la investigación científica y la explotación de todos los recursos naturales dentro de la Confederación. Durante las Guerras de Sucesión, este mandato se amplió para incluir la recuperación de perditecnia. También se relacionó con la Palabra de Blake durante proyectos de investigación conjuntos.
Ministerio de estándares de la Información (Comunalidad de Sian)
Coordina pesos y medidas, incluido el mantenimiento de la hora estándar y la gestión de la moneda capelense. Su misión se ha visto obstaculizada durante mucho tiempo por cada gobierno dentro de la Confederación que mantiene sus propios estándares de cronometraje separados.
Ministerio de Comercio e Intercambio (Comunalidad de Capela)
Responsable de supervisar las relaciones comerciales con otros reinos. Tiene el deber adicional de administrar los pueblos y recursos de los mundos recientemente liberados.
Ministerio de Desarrollo (Comunalidad de Chesteron en Sirius)
Supervisa el desarrollo económico y la reconstrucción dentro de la Confederación, así como la administración de mundos agrícolas vitales y la promoción general de la producción de alimentos. Recibe la mayor parte del presupuesto capelense.
Ministerio de Educación Social (St. Ives)
Mantiene el sistema educativo del estado y se encarga de adoctrinar a los jóvenes para que se conviertan en ciudadanos productivos.
Ministerio de las Fuerzas Armadas (Comunalidad de Tikonov)
Supervisa todos los aspectos de las fuerzas armadas, incluida la financiación, las adquisiciones y el patrocinio de la investigación. Sirve de enlace para las unidades mercenarias.
Ministerio de Relaciones Aliadas
Creado después de la formación de la Alianza Trinitaria, específicamente responsable de las relaciones interestelares con la Magistratura de Canopus y el Concordato de Tauro.

### Divisiones políticas
La división administrativa más alta dentro de la Confederación es la Comunalidad, cada uno gobernado por un duque o duquesa que también sirve como su representante en el Prefectorado. Al principio, cada comunidad era aproximadamente análoga a los estados fundadores de la Confederación: la comunalidad de Capella, la comunalidad de Tikonov, la comunalidad de Sian, la comunalidad de Sarna y la comunalidad de St. Ives (una sexta, la comunalidad, la de Chesterton, se creó poco después, pero existía en gran medida solamente sobre el papel, gobernado en el exilio en Sian por la familia Hargreaves).  Ese número se redujo a solo dos después del final de la Cuarta Guerra de Sucesión, las comunalidades de Capella y Sian, mientras que la Comunalidad en el exilio de Chesterton fue abolida en 3040 cuando la canciller Romano Liao desterró a la familia Hargreaves. Sin embargo, en los años posteriores a la invasión de los Clanes, la Confederación pudo recuperar parte de su territorio perdido, y en 3067 había recuperado las comunalidades de Liao y St. Ives y creado la nueva comunalidad de Victoria.
Las comunalidades se dividen en ducados, cada uno de los cuales abarca entre dos y ocho sistemas estelares, gobernados por un duque o una duquesa. Cada ducado se divide en warrens, generalmente un par de sistemas estelares, y está gobernado por un representante ducal conocido como Diem. Los mundos individuales dentro de cada warren se conocen como Demesnes y están gobernados por un noble bajo la autoridad del Diem local, aunque la población puede apelar cualquier decisión a través de su Refrector local. En cada caso, el noble a cargo de cada distrito tiene el poder de gobernarlo como su propio feudo personal, siempre que obedezcan todas las leyes de Capela. Además, a menos que un ducado o feudo sea de naturaleza hereditaria, el Canciller tiene el poder de reasignar cada distrito a voluntad.

### Ciudadanía
A diferencia de los otros Estados Sucesores en los que las personas nacen con ciudadanía, en la Confederación la ciudadanía es un beneficio que debe ganarse. Todos los menores de la Confederación de Capela están técnicamente bajo la tutela del estado bajo la supervisión provisional de sus padres o tutores. Durante este tiempo, reciben una educación patrocinada por el estado y se les anima a participar en la mejora de sus comunidades. A la edad de 15 años, cada niño de Capelense es evaluado para determinar si ha demostrado su compromiso con el estado al participar en su comunidad, ya sea a través del trabajo de divulgación o la participación cívica. A los que se descubra que han prestado servicios al estado se les concede la ciudadanía. Aquellos que no lo han hecho reciben educación adicional y un período de gracia de dos años después del cual tendrán una segunda evaluación. No obtener la ciudadanía después de la segunda evaluación relega al individuo a la clase de no ciudadanos denominados Servidores.
Los inmigrantes a la Confederación también deben obtener su ciudadanía, aunque puede ocurrir de diferentes maneras. Los más sencillos son para los nobles extranjeros que pueden pagar una "tarifa de reubicación" e inmediatamente ser admitidos en las filas de la nobleza Sheng, aunque en un nivel más bajo que su rango anterior. Otros inmigrantes deben someterse a un ciclo educativo completo sobre el significado de la ciudadanía capellana y realizar un servicio al estado, generalmente varios meses de trabajo no remunerado dentro de la profesión elegida, antes de ser aceptados. Para las poblaciones de los mundos recientemente liberados, todos los individuos se convierten inmediatamente en servidores y se les exige que pasen no menos de cinco años en esta condición hasta que se les dé la oportunidad de obtener su ciudadanía.
Los derechos de los ciudadanos de Capelenses están definidos por el Concordato de Capela y sus privilegios son muchos entre los que se encuentran la membresía en el sistema de castas, atención médica y educación gratuitas, pensiones de jubilación y más. Los ciudadanos también tienen una serie de obligaciones: deben prestar juramento de lealtad a la Confederación, a la Casa Liao y al Canciller; cuando así se ordene, pueden ser reubicados en otro mundo o capacitados nuevamente para servir en otra industria (todo a expensas del estado); si no es miembro de las fuerzas armadas o de la Guardia Nacional, debe registrarse con su milicia local y servir durante invasiones o desastres naturales. Más allá de cualquier obligación legal, se espera que los ciudadanos continúen brindando servicios a su comunidad a lo largo de su vida, y el estado se asegura de continuar promoviendo y recompensando a quienes brindan un servicio desinteresado al estado. En contraste, el castigo por algunos de los delitos más graves (traición, cobardía, etc.) resulta en la pérdida de la ciudadanía y la degradación automática a la condición de servidor.

## Fuerzas armadas
Dentro del universo ficticio de Battletech, las Fuerzas Armadas de la Confederación de Capela (CCAF por sus siglas en inglés), ha sido históricamente un ejército competente y profesional, a la altura de sus enemigos, pero a menudo paralizado tanto por cancilleres que se han entrometido en exceso en la planificación mmilitar, como por tratar de hacer demasiado con muy poco. El Canciller sirve como comandante en jefe de la CCAF y tiene un asiento en el Strategios, o Consejo de Mando de Capelense, que en teoría dirige las operaciones diarias de los militares (aunque en la práctica esto depende de los caprichos de los militares del Canciller). En un testimonio de la desconfianza de la Casa Liao hacia los militares, el rango de General fue abolido por Jasmine Liao (dejando su función en manos de los Coroneles Mayores) y no sería reinstalado hasta seis siglos después por Sun-Tzu Liao.
La CCAF está compuesta por unidades de primera línea y de reserva, así como por unidades de la Guardia Nacional y milicias planetarias. Las fuerzas mercenarias también juegan un papel importante en la defensa de la Confederación. Fuera de la cadena de mando militar y solo responsables ante el Canciller se encuentran las Casas de Guerreros de élite y los Comandos de la Muerte.
Debido a décadas de lucha y cambios provocados por Sun-Tzu Liao y su hijo Daoshen Liao, las CCAF se han convertido en una potencia en la Esfera Interior.

## Economía
En el universo ficticio de Battletech, la economía capelense es un sistema centralizado basado en la idea de que una planificación suficiente puede superar cualquier obstáculo. Cada cuatro años, el Canciller y el Comité de Planificación del Ministerio establecen metas económicas y determinan el nivel de productividad de cada industria para cumplir estas metas. Sorprendentemente, la economía ha logrado florecer en ocasiones bajo esta dirección centralizada, gracias en parte a la densidad del estado de Capela, y la capacidad de los cancilleres para redirigir rápida e inequívocamente la producción económica le ha ayudado a capear las muchas amenazas existenciales a la Confederación.
El canciller Normann Aris fue el principal responsable de la naturaleza socialista de la economía de Capela. Con el fin de la Guerra de la Reunificación, los ingresos se agotaron y la economía entró en una profunda recesión. Para combatir el hambre generalizada que se apoderaba de su reino, el canciller Aris promulgó una "organización obligatoria" para todos los ciudadanos de Capella. A cambio de los muchos derechos y privilegios que se les otorgaron, los ciudadanos de Capela le debían al estado su servicio, y el estado sería responsable de determinar qué implicaba ese servicio. Este cambio drástico ayudó a evitar el colapso total de la economía de Capela, aunque los ciudadanos que participaron en huelgas y cierres en cientos de mundos en toda la Confederación no lo vieron de esa manera.
Cualquier esperanza de que la organización obligatoria fuera revertida tras la muerte de Aris se desvaneció cuando Sundermann Liao, en cambio, amplió el sistema. Sundermann oficializó la política de reubicar a los ciudadanos donde más los necesitaban: si un planeta tenía escasez de maestros y otro tenía demasiados, se movería un número suficiente de uno a otro hasta que se lograra el equilibrio. Su hijo, Androsar Liao, ayudó a arreglar los problemas sociales creados por esta política al hacer ilegal reubicar a un trabajador sin reubicar también a sus cónyuges e hijos dependientes. Esto ayudó a mantener unidas a las familias e hizo que la nobleza le fuera más difícil abusar del sistema debido a los costos adicionales. Androsar también se encargó de garantizar la educación gratuita para todos los ciudadanos, lo que, entre otros beneficios, permitió capacitarse en una ocupación primaria y secundaria, facilitando la transición a un nuevo trabajo. Durante los años dorados de la Era de la Liga Estelar, la economía de Capela disfrutó de un tremendo crecimiento y un nivel de vida que no se igualaría hasta siglos después.
La planificación centralizada heredada en la economía de Capela resultó exitosa en ocasiones durante las Guerras de Sucesión. Por ejemplo, la capacidad del Canciller para cambiar los recursos económicos a voluntad, permitió la creación y distribución generalizada del nuevo modelo de Mechs, el Vindicator por la canciller Lisa Liao. El impulso hacia la centralización alcanzó su punto culminante con el canciller Maximilian Liao, quien reorganizó formalmente la economía bajo la Doctrina Liaoísta en 3005, reforzando el control del Canciller sobre la economía. Al perder territorio ante sus enemigos, la economía sufrió junto con el estado, culminando en la desastrosa Cuarta Guerra de Sucesión. Como todas las industrias fueron redirigidas a la producción de material de guerra y todos los transportes fueron requisados para el ejército para el transporte tropas y suministros, la producción de bienes de consumo simplemente se detuvo y las hambrunas estallaron en una docena de mundos.  Si bien el cese de la buena producción civil no fue intencionada inicialmente, Romano Liao lo convirtió en una política oficial durante su reinado, reservando solo fondos gubernamentales suficientes para servicios civiles esenciales y prohibiendo legalmente los productos manufacturados no militares en 3036. Romano dio un paso más en este esfuerzo en 3040 mediante la emisión de un decreto que confisca toda la propiedad privada dentro de la Confederación. Técnicamente, la mayor parte de la propiedad permaneció en manos de sus dueños originales con el estado en el papel de "cuidador", y se les quitó por la fuerza solo cuando Romano sospechaba que dichos propietarios tenían intenciones traidoras.
Tales medidas drásticas posiblemente permitieron que la Confederación sobreviviera a los años 30 y 40, pero para el 3050 la política estaba demostrando ser una amenaza existencial para la economía, el malestar social se estaba extendiendo y muchos nobles incluso consideraron la posibilidad de estar abiertamente en desacuerdo con el gobierno de la volátil Romano. Su muerte allanó el camino para que su hijo, Sun-Tzu Liao, revocara los decretos de su madre, permitiendo que se reanudara la producción  de productos de consumo y devolviendo los bienes incautados (siempre que los propietarios originales fueran lo suficientemente leales).  A finales de la década de 3050, Sun-Tzu había cambiado la economía hacia una perspectiva un poco más capitalista y la había abierto a un mayor comercio con la Liga de Mundos Libres, todo mientras utilizaba una cuidadosa manipulación económica y de los medios para garantizar una mayor demanda de productos hechos en Capela. La campaña de Xin Sheng también hizo mucho para revitalizar la economía de Capela, mientras que la creación de la Alianza de la Trinidad dio a la Confederación mercados fértiles en los que puede expandirse.

## Cultura y sociedad
A pesar de toda su historia de conflictos y regímenes autoritarios, la vida dentro de la Confederación de Capela es relativamente pacífica y cómoda para el ciudadano medio. Las necesidades del estado pueden reemplazar a las del individuo, pero la mayoría de los capellanes pasan por su vida diaria sin problemas y, a cambio, el estado cubre todas sus necesidades básicas. La gente de Capela es paciente, trabajadora y, sobre todo, orgullosa: por haberse ganado la ciudadanía antes que dársela; por saber que su trabajo, ya sea en un pozo de mina o en un laboratorio, es parte de un propósito mayor para un bien mayor; y en la rica herencia cultural que les fue otorgada desde los primeros días de la República de Capela.
Este orgullo ha flaqueado a lo largo de los siglos, al mismo tiempo que el estado flaqueaba a medida que otros reinos lo erosionaban, especialmente en los días oscuros posteriores a la Cuarta Guerra de Sucesión. A mediados del siglo 31, cuando el estado comenzó a reconstruirse y a volver a ejercer su autoridad, el movimiento Xin Sheng o "nuevo nacimiento" ayudó a marcar el comienzo de una nueva ola de fervor nacionalista, que afectó el cambio político, económico y militar en todo el país. reino, y un mayor aprecio por la cultura china asociada con la Casa Liao. Desafortunadamente, esta campaña también ha dado lugar a una mayor sospecha y racismo hacia las personas de origen no asiático, incluso conciudadanos.
Una tendencia que se encuentra en toda la sociedad capelense es la veneración a la familia, la obediencia a los padres y el respeto por los ancianos. No hay límites para el tamaño de la familia; de hecho, se considera un servicio al estado para criar familias numerosas, y hay numerosos incentivos disponibles para quienes tienen muchos hijos. El primer día de cada mes se considera una fiesta familiar nacional con servicios conmemorativos dedicados a honrar los sacrificios de los antepasados para ayudar a construir la Confederación. Como salvaguardia adicional, es ilegal que el estado reubique a un ciudadano sin trasladar también a toda su familia con él.

### Arte y entretenimiento
En el universo ficticio de battletech, existe una comunidad artística próspera dentro de la Confederación de Capela, aunque a menudo se encuentra subordinada a la voluntad del estado. Técnicamente, no existen limitaciones a la libertad de expresión. Sin embargo, dados los bajos salarios que gana la casta de los artesanos, la mayoría depende de las subvenciones del gobierno para su supervivencia, con las "pautas" necesarias que dirigen su trabajo hacia formas de expresión más apropiadas (propagandísticas). El estado también se reserva el derecho de denegar la exhibición pública de una obra "en interés del pueblo". La pintura, la escultura, la música y el teatro son las formas más favorecidas de expresión artística, mientras que la literatura con su capacidad del pensamiento subversivo no lo es tanto (en 3033, solo se permitía publicar sesenta y siete obras de ficción), aunque con el movimiento Xin Sheng esta tendencia se ha invertido. Existen numerosas ferias de arte para exhibir obras de artistas tanto de la Confederación como de la Esfera Interior, como la Feria de Arte Nativo Capelense y la Exposición Universal de Tikonov.
La Capellan Broadcast Service (CBS) es el conglomerado oficial de noticias y entretenimiento patrocinado por el estado para toda la Confederación, desde los principales centros de noticias en Sian y cada capital común que transmite a nivel mundial a través de generadores de hiperpulso hasta las emisoras de la comunidad local. En comparación con la "prensa libre" impulsada por las ganancias y que promueve el miedo de otros reinos, la CBS proporciona solo noticias informativas que aseguran a la población que el estado está velando por sus intereses, una distinción por la que muchos capelenses están públicamente agradecidos. Para garantizar que las noticias que se transmiten sean lo suficientemente pro-capelenses y no perturben indebidamente la paz y la tranquilidad de la sociedad, cada estación tiene un comisario político en su personal, aunque no siempre esté identificado como tal, muchos de los cuales son agentes secretos de la Maskirovka, la agencia de inteligencia de la Confederación.

### Educación
En el universo ficticio de battletech, la educación es completamente gratuita para todos los niños de 5 a 16 años y todos los ciudadanos de la Confederación de Capela, aunque, a diferencia de otros sistemas, hay un fuerte énfasis en el adoctrinamiento político. Las escuelas primarias y secundarias patrocinadas por el estado están ubicadas en todos los mundos y brindan prácticamente la misma calidad de educación independientemente del nivel socioeconómico del planeta. Sin embargo, si las instalaciones de un planeta resultan inadecuadas, los niños serán reubicados temporalmente en otro sistema a expensas del estado. Además, a la nobleza se le permite administrar un sistema educativo separado para sus vasallos a sus expensas. La mayoría de ellos están dedicados a la formación profesional y técnica y, por lo general, permiten a los nobles recompensar a los estudiantes excepcionales con mayores oportunidades educativas, aunque deben enseñar el mismo plan de estudios que las escuelas patrocinadas por el estado y deben permitir la admisión de estudiantes no nobles.
Después de la educación secundaria, la mayoría de los ciudadanos comienzan su formación militar obligatoria, aunque existen vías para alcanzar un mayor nivel educativo. Las academias militares se pueden encontrar en todas las comunalidades, cada una con su propio enfoque marcial, mientras que la admisión solo se permite mediante la recomendación de un noble o refrector. Los Institutos Filotécnicos son centros de aprendizaje técnico y científico postsecundario que se crearon a mediados del siglo XXVIII. Los estudiantes no se postulan, pero son elegidos por directores planetarios con todos los gastos nuevamente pagados por el estado. De los dieciséis creados originalmente, diez sobrevivieron a la Cuarta Guerra de Sucesión. Algunos de los seis que se perdieron, fueron recapturados después de la Operación Guerrero. Por último, está la Universidad de Sian, con cursos en casi todos los campus y estudiantes de toda la Confederación e incluso de reinos extranjeros.
Aunque la educación está disponible para todos, históricamente hubo prejuicios contra las mujeres estudiantes (excepto la descendencia de nobles y MechWarriors), lo que les impidió alcanzar su máximo potencial. Esto cambió a partir de 3054 cuando Sun-Tzu Liao decretó la igualdad de género para todos los estudiantes, utilizando el Maskirovka según fuera necesario para poner fin a esta discriminación sistémica. El resultado fue un aumento inmediato en los puntajes de las pruebas, en gran parte atribuible a las mujeres que accedieron a estudios superiores.

### Religión y filosofía
En el universo ficticio de battletech,  la Confederación de Capela, más que cualquier otro estado de la Esfera Interior, ha sido en gran medida indiferente a todas las formas de religión organizada. Un amplio segmento de la Confederación, especialmente los mundos cercanos a Terra, todavía practica la religión organizada, y legalmente a todos los ciudadanos se les permite la libertad de culto, aunque la política local a veces se interpone en el camino de esta libertad. Históricamente, las únicas ocasiones en que la Casa Liao se involucra en asuntos religiosos es cuando hay un conflicto desestabilizador entre diferentes sectas o cuando un grupo religioso se considera demasiado subversivo. Esto último a menudo puede resultar en una neutralización rápida e indiscriminada del problema. Sin embargo, rompiendo con la tradición, el canciller Sun-Tzu Liao comenzó a promover sutilmente el budismo como parte de su movimiento Xin Sheng, lo que resultó en un fuerte aumento de miembros budistas, ya que muchos capelenses se alinearon con su líder.
Sin embargo, el estado se involucra en asegurarse de que la ciudadanía comprenda las "actitudes filosóficas adecuadas" al promover fuertemente un trío de textos filosóficos. La Doctrina Korvin, la más antigua de las filosofías patrocinadas por el estado, sostiene que los individuos deben trabajar juntos por el bien de "la Gran Humanidad" para asegurar su supervivencia entre las estrellas. El Mandato Sarna, publicado casi al mismo tiempo que la Doctrina Korvin, sostiene que solo aquellos con el entrenamiento adecuado, ya sea en asuntos militares, científicos o políticos, son lo suficientemente competentes como para asumir un papel de liderazgo. Finalmente, la Orden Lorix, escrita por el Mayor Kalvar Lorix de la CCAF, ejemplifica al MechWarrior como el combatiente supremo (y por extensión las Casas Guerreras) cuyo mayor deber es la lealtad a la ciudadanía que protegen.
Para asegurar que se enseñe la perspectiva filosófica adecuada en las escuelas primarias y secundarias, los Examinadores Filosóficos asistirán a las clases y revisarán los planes de lecciones de los maestros. Si se determina que la confiabilidad de un maestro es insuficiente, será llevado ante un Tribunal de Investigación Filosófica (compuesto por tres Examinadores, un miembro de la Casa de los Vástagos y un representante de la Prefectura) y, si se lo encuentra culpable, se le puede imponer cualquier castigo sin apelación. Durante un tiempo también existieron las filas de los dedicados, un programa instituido por Maximilian Liao que utilizaba a adultos jóvenes para informar al gobierno de cualquier elemento subversivo en la sociedad, aunque finalmente fue interrumpido por el reinado de Sun-Tzu.

### Transporte
Los viajes dentro de la Confederación de Capela no están completamente restringidos, aunque sí muy controlados. Los viajes recreativos están permitidos para todos los ciudadanos, aunque la reubicación permanente solo se permite si han recibido el permiso de sus diem o si así lo ha ordenado el Ministerio de Fomento. Los miembros de la casta titulada no están sujetos a esta restricción, ni los mercenarios contratados ni el personal militar en servicio activo (salvo sus asignaciones militares). Cualquier embarcación que intente cruzar la frontera interestelar estará sujeta a un escaneo de sensor remoto y a una consulta de plan de vuelo, y se requerirá una inspección física según sea necesario. La interdicción es típicamente una tarea de la Guardia Nacional, aunque dependiendo del sistema en cuestión, podrían ser unidades de primera línea o milicias planetarias; Los grupos de abordaje a lo largo de la frontera tienden a ser más rigurosos que en el centro e incluyen una presencia la Maskirovka (inteligencia) más abierta (o encubierta). Tras la creación de la Alianza Trinitaria, a las naves de los estados de la periferia Magistratura de Canopus y Concordato de Tauro se les concedió un mayor acceso al interior de la Confederación, aunque esto también abrió la puerta a más incursiones de piratas y bandidos disfrazados de embarcaciones inocuas.